# WNBAオールスターゲーム
WNBAオールスターゲームは、1999年から、毎年（2008年は北京五輪、2012年はロンドン五輪開催のため中止）開催されるアメリカWNBAの東西対抗試合である。
2004年はアテネオリンピック、2010年は世界選手権のアメリカ代表とWNBA選抜との試合であった。

## 対戦成績
| WNBAオールスターゲーム | WNBAオールスターゲーム            | WNBAオールスターゲーム           | WNBAオールスターゲーム   | WNBAオールスターゲーム                            | WNBAオールスターゲーム |
| 開催年                 | 勝利チーム                        | スコア                           | 敗戦チーム               | 開催地                                            | 最優秀選手             |
| ---------------------- | --------------------------------- | -------------------------------- | ------------------------ | ------------------------------------------------- | ---------------------- |
| 1999年                 | ウエスト                          | 79 - 61                          | イースト                 | マディソン・スクエア・ガーデン （ニューヨーク）   |                        |
| 2000年                 | ウエスト                          | 73 - 61                          | イースト                 | アメリカ・ウェスト・アリーナ （フェニックス）     |                        |
| 2001年                 | ウエスト                          | 80 - 72                          | イースト                 | TDウォーターハウス・センター （オーランド)        |                        |
| 2002年                 | ウエスト                          | 81 - 76                          | イースト                 | MCIセンター （ワシントンD.C.）                    |                        |
| 2003年                 | ウエスト                          | 84 - 75                          | イースト                 | マディソン・スクエア・ガーデン （ニューヨーク）   |                        |
| 2004年                 | アメリカ                          | 74 - 58                          | WNBA選抜                 | ラジオシティ・ミュージックホール （ニューヨーク） |                        |
| 2005年                 | イースト                          | 122 - 99                         | ウエスト                 | モヒガン・サン・アリーナ （アンカスビル）         |                        |
| 2006年                 | イースト                          | 98 - 82                          | ウエスト                 | マディソン・スクエア・ガーデン （ニューヨーク）   |                        |
| 2007年                 | イースト                          | 103 - 99                         | ウエスト                 | ベライゾン・センター （ワシントンD.C.）           |                        |
| 2008年                 | 開催中止（北京五輪）              | 開催中止（北京五輪）             | 開催中止（北京五輪）     | 開催中止（北京五輪）                              |                        |
| 2009年                 | ウエスト                          | 130 - 118                        | イースト                 | モヒガン・サン・アリーナ （アンカスビル）         | スウィン・キャッシュ   |
| 2010年                 | アメリカ                          | 99 - 72                          | WNBA選抜                 | モヒガン・サン・アリーナ （アンカスビル）         |                        |
| 2011年                 | イースト                          | 118 - 113                        | ウエスト                 | AT&Tセンター （サンアントニオ）                   | スウィン・キャッシュ   |
| 2012年                 | 開催中止（ロンドン五輪）          | 開催中止（ロンドン五輪）         | 開催中止（ロンドン五輪） | 開催中止（ロンドン五輪）                          |                        |
| 2013年                 | ウエスト                          | 102 -98                          | イースト                 | モヒガン・サン・アリーナ （アンカスビル）         | キャンデース・パーカー |
| 2014年                 | イースト                          | 125 - 124 (OT)                   | ウエスト                 | USエアウェイズ・センター （フェニックス）         | ショーニ・シンメル     |
| 2015年                 | ウエスト                          | 117 -112                         | イースト                 | モヒガン・サン・アリーナ （アンカスビル）         | マヤ・ムーア           |
| 2016年                 | 開催中止（リオ五輪）              | 開催中止（リオ五輪）             | 開催中止（リオ五輪）     | 開催中止（リオ五輪）                              |                        |
| 2017年                 | ウエスト                          | 130 -121                         | イースト                 | キーアリーナ （シアトル）                         | マヤ・ムーア           |
| 2018年                 | パーカー                          | 119 -112                         | デレ・ダン               | ターゲット・センター （ミネアポリス）             | マヤ・ムーア           |
| 2019年                 | ウィルソン                        | 129 -126                         | デレ・ダン               | マンダレイ ベイ （ラスベガス）                    | エリカ・ウィーラー     |
| 2020年                 | 開催中止（新型コロナ）            | 開催中止（新型コロナ）           | 開催中止（新型コロナ）   | 開催中止（新型コロナ）                            |                        |
| 2021年                 | アメリカ                          | 95 -83                           | WNBA                     | ミケロブ・ウルトラ・アリーナ （ラスベガス）       | アリケ・オグンボワレ   |
| 2022年                 | ウィルソン                        | 134–112                          | スチュワート             | ウィントラストアリーナ （シカゴ）                 | ケルシー・プラム       |
| 2023                   | Team Stewart 143, Team Wilson 127 | Michelob Ultra Arena (3)         | Las Vegas, Nevada (3)    | Jewell Loyd, Seattle Storm (3)                    |                        |
| 2024                   | Team WNBA 117, Team USA 109       | フットプリント・センター (3)     | Phoenix, Arizona (3)     | Arike Ogunbowale (2), Dallas Wings (3)            |                        |
| 2025                   | Team Collier 151, Team Clark 131  | ゲインブリッジ・フィールドハウス | Indianapolis, Indiana    | ナフィーサ・コリアー, Minnesota Lynx (4)          |                        |